# Begoña García Bernal
Begoña García Bernal (Cáceres, 1970) es una jurista y política española, secretaria de Estado de Agricultura y Alimentación desde 2023. Anteriormente, fue consejera de Agricultura, Desarrollo Rural, Población y Territorio de la Junta de Extremadura.

## Biografía
Begoña García nació en 1970 en Cáceres. Tiene una discapacidad hereditaria en la vista, coloboma, que solo le permite tener una capacidad del 25% de la visión, pero que según ella no le ha impedido desarrollarse como persona. Se licenció en Derecho por la Universidad de Extremadura ha estado en varios ayuntamientos de la región, como los de Cáceres, Malpartida y Arroyo de la Luz. Entre 2007 y 2015 ejerció de concejala de Economía y Recursos Humanos en el ayuntamiento De Arroyo de la Luz.
Fue consejera de Medio Ambiente y Rural, Políticas Agrarias y Territorio de la Junta de Extremadura entre 2015 y 2019, así como consejera de Agricultura, Desarrollo Rural, Población y Territorio entre 2019 y 2023.
Concurrió a las elecciones generales de 2023 como cabeza de lista del PSOE por Cáceres, resultando electa.
En diciembre de 2023, el ministro Luis Planas la escogió como secretaria de Estado de Agricultura y Alimentación, cargo de nueva creación.